# Giovanni Ribisi
Antonino Giovanni Ribisi (sinh 17 tháng 12 năm 1974), được biết đến với tên Giovanni Ribisi, là một diễn viên và nhà sản xuất Mỹ xuất hiện trên 40 phim và 25 show diễn truyền hình.

## Tiểu sử
Ribisi sinh ra ở Los Angeles, California. Cha là Albert Anthony Ribisi, nhạc sĩ đàn phím ở ban nhạc People!, và mẹ, Gay (née Landrum), nhà quản lý diễn viên. Ribisi là anh trai sinh đôi với nữ diễn viên Marissa Ribisi và anh của nữ diễn viên lồng tiếng Gina Ribisi.